# Duratex
Duratex est une entreprise brésilienne dans l'industrie du bois.

## Métiers
Duratex produit notamment du bois aggloméré pour les entreprises de fournitures et le secteur immobilier. Duratex est également présent dans le secteur de la robinetterie et produit des robinets, des pommeaux de douche, ainsi que des pièces de céramique comme des toilettes, des bacs de douche et des éviers.